# 集美大学
24°34′48.8″N 118°5′27.4″E / 24.580222°N 118.090944°E

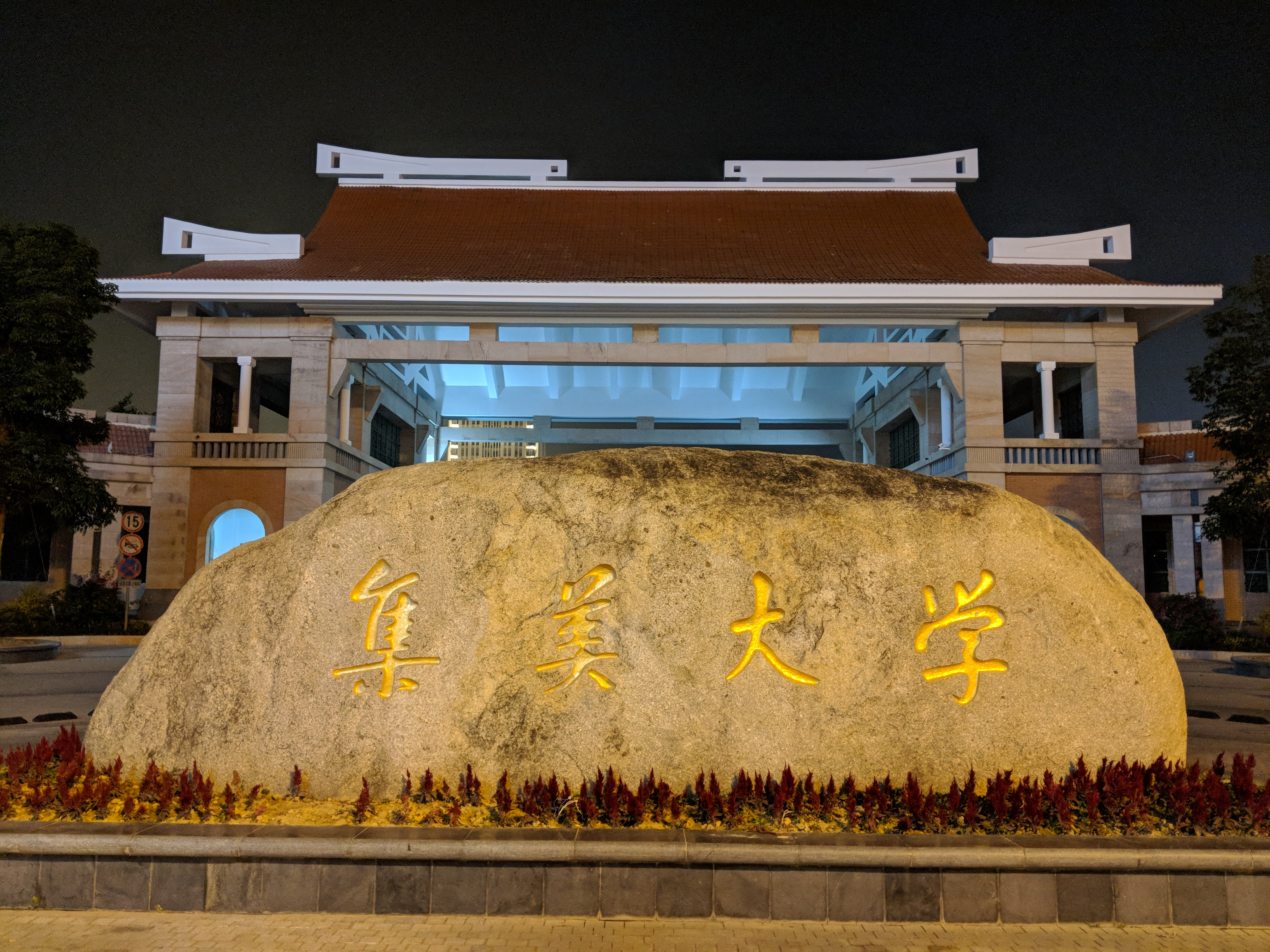
集美大学银江校区（南门）

集美大学（Jimei University），是一所位地處福建省廈門市集美區的公立大學，交通运输部、自然资源部与福建省人民政府共建高校。学校最早可追溯始於陳嘉庚于1918年創辦的集美學校師範部和1920年創辦的集美學校水產科、商科、農林學校等。1994年，集美師範高等專科學校、集美航海學院、集美財經高等專科學校、廈門水產學院、福建體育學院合併組建集美大學。
截至2018年3月，集美大学占地面積2,300多畝，校舍面積近100萬平方米，設有20個學院，77個本科專業；有專任教師1,630余人，高級職稱教師800余人；有在校生31,000余人，其中全日制本科生27,400余人、各類研究生3,400余人，各類留學生近600人。

## 历史

### 集美师范学校
学校前身是由已故华侨领袖陈嘉庚先生于民国七年（1918年）创办的集美师范学校。后集美师范学校于民国二十七年（1938年）停办。

### 集美航海学院
该校前身是民国九年（1920年）创办的集美学校水产科，几经变迁，由水产科到水产部、水产航海部、高级航海学校、水产航海职业学校、高级水产航海职业学校。1958年分为水产学校和航海学校。“文化大革命”期间，航校曾并入厦门大学海洋系，1972年重办集美航海学校。1978年升格为集美航海专科学校（大专）。1989年改办集美航海学院。

### 厦门水产学院
该校前身为1972年5月上海水产学校迁来集美办的厦门水产学院，隶属国家水产总局和福建省双重领导，以水产总局为主。国家农牧渔业部成立后，成为部属16所高等农业院校之一。1979年5月上海水产学院恢复，部分专业迁回上海，厦门水产学院仍继续在厦门办学。

### 福建体育学院
该校前身是1958年在福州创办的福建体育专科学校。1959年7月，改为福建体育学院，1962年停办。1974年在厦门集美原“航海俱乐部”基础上创办福建体育学校。1978年12月经国务院批准，福建体育学校扩建为福建体育学院。

### 集美高等师范专科学校
该校前身是1958年以集美师范为基础创办的厦门师范专科学校，校址在鼓浪屿田尾路。1960年改名为厦门师范学院。1963年秋，该校并入设在漳州的福建省第二师范学院。1975年复办厦门师范大专班。1979年4月重新成立厦门师范专科学校，校址在集美；1980年8月，经福建省政府批准，改名为集美师范专科学校。1994年10月并入集美大学后改名为师范学院。

### 集美财经高等专科学校
该校前身是陈嘉庚在中华民国九年（1920年）创办的集美学校商科，以后逐步发展，先后改名为集美商业学校、集美高级商业职业学校、集美财经学校、集美轻工业学校（院）、福建财经学校。1984年4月经福建省政府批准，升格为集美财政专科学校，为省属高等专科学校。

### 集美大学合并后
1994年，在原集美航海学院、厦门水产学院、福建体育学院、集美财经高等专科学校和集美高等师范专科学校等五所高校的基础上合并组建集美大学。
2003年，集美大学诚毅学院（独立学院）成立。2004年，原鹭江职业大学（附属中专学校）-厦门工业学校并入集美大学，被福建省人民政府确定为福建省重点建设的高校之一。
2008年，学校以“优秀”成绩通过了教育部本科教学工作水平评估。2013年2月2日，学校通过省学位委员会组织的新增博士学位授予单位立项建设整体验收；7月19日，国务院学位委员会发文正式批准该校成为新增博士学位。
2013年，学校正式进行博士招生。

## 建筑
| 名称                                       | 地址             | 建造年代     | 建筑面积   | 图片 | 备注                 |
| ------------------------------------------ | ---------------- | ------------ | ---------- | ---- | -------------------- |
| 尚忠楼群（尚忠楼、诵诗楼、敦书楼）         | 集美大学财经学院 | 1921～1925年 | 8797平方米 |      | 全国重点文物保护单位 |
| 允恭楼群（即温楼、允恭楼、崇俭楼、克让楼） | 集美大学航海学院 | 1921～1926年 | 6894平方米 |      | 全国重点文物保护单位 |

## 学院
集美大学现有航海学院、轮机工程学院、水产学院、食品与生物工程学院、体育学院、财经学院、教师教育学院、工商管理学院、美术学院、音乐学院、信息工程学院、计算机工程学院、机械与能源工程学院、理学院、外国语学院、法学院、文学院、工程技术学院、成人教育学院、海外教育学院共20个学院。

## 文化

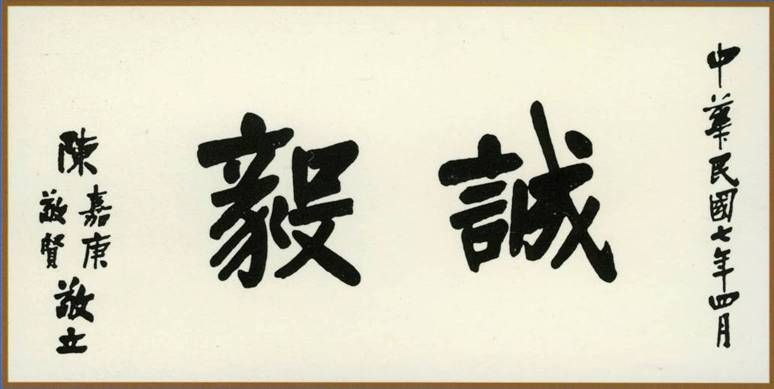
校主陈嘉庚手书校训

“诚毅”为集美大学校训。
集美大学的校庆日是每年的10月20日。

## 榮譽
2018年8月19日，於西安電子科技大學體育館擊敗葡萄牙港口大學工程學院，獲得第三屆 LICC《英雄聯盟》全球高校冠軍盃冠軍。
2019年7月28日，於香港電競音樂節擊敗瑪麗維爾大學，成功衛冕第四屆 LICC《英雄聯盟》全球高校冠軍盃冠軍。

## 图集
- 集美大学新校区
- 嘉庚图书馆
- 集美大学银江校区（东门）
- 尚大楼（校部办公处）
- 吕正万楼（政法学院及文学院）
- 月明楼
- 克立楼（信息工程学院所在地）
- 陈延奎图书馆
- 光前体育馆
- 引桐楼

## 外部連結
- 官方网站（页面存档备份，存于） （中文）